# Аникин, Владимир Васильевич
Владимир Васильевич Аникин — советский хозяйственный, государственный и политический деятель.

## Биография
Родился в 1914 году в деревне Румасово. Член КПСС.
До 1941 — рядовой и руководящий работник Московского электротехнического завода имени Куйбышева.
Участник Великой Отечественной войны: танковый техник 15-го учебного танкового полка
В 1945—1951 — секретарь комитета комсомола, секретарь парткома Московского электротехнического завода имени Куйбышева.
В 1951—1955 — секретарь, второй секретарь Сталинского райкома КПСС города Москвы.
В 1955—1958 — первый секретарь Озерского горкома КПСС.
В 1958—1959 — председатель Сталинского райисполкома города Москвы.
В 1959—1961 — первый секретарь Сталинского райкома КПСС города Москвы.
В 1961—1963 — первый секретарь Пролетарского райкома КПСС города Москвы.
В 1963—1965 — инспектор Комитета партийно-государственного контроля при ЦК КПСС.
В 1965—1974 — инструктор ЦК КПСС.
Делегат XXII съезда КПСС.
Умер в Москве до 1985 года.

## Награды
- Орден Трудового Красного Знамени (30.01.1957, 1963, 26.08.1971)